# Alfons Teuber
Alfons Johannes Heinrich Teuber (* 15. Mai 1903 in Breslau; † 23. Juli 1971 in Haag bei München) war ein deutscher Schriftsteller, Theater- und Filmschauspieler und Hörspielsprecher.

## Leben
Alfons Teuber war ein Sohn von Berta Teubner geborene Göhring und ihrem Mann, dem Bäckermeister Otto Bruno Teuber (1866–1915). Während des Ersten Weltkriegs starben sein Vater (1915) und sein älterer Bruder Erhard (1917). Mit 20 Jahren war Alfons Teuber der jüngste Bäckermeister Deutschlands.
Am 24. September 1928 heiratete er in Breslau die ebenfalls dort geborene Ottilie Gelse (* 10. Dezember 1909). Das Paar hatte einen Sohn (Paul) und eine Tochter (Edith). 
Teuber war sehr erfolgreich als Schriftsteller tätig; sein erster Roman Unter dem Brezelwappen ist autobiografisch und erschien im Jahr 1926, wo es zu den meistgelesenen Büchern gehörte. Immer wieder widmete er sich seiner schlesischen Heimat. Zu seinen bekanntesten Werken zählt Die Schlesische Bilderbibel aus dem Jahr 1949, „ein Buch treuen Gedenkens mit mehr als 300 Bildern aus der alten Heimat“ und Das Schlesische Jugendbuch aus dem Jahr 1951. Bei Plattenlabel Philips veröffentlichte er ein Teil seiner Werke auch vertont, so etwa Schlesische Weihnacht (Bei Ins Derrheeme), wo mehrere prominente Sprecher wie Eva Pflug, Ilse Sisno, Elinor von Wallerstein, Herbert Kroll und Christian Marschall auch zum Einsatz kamen. Seine 1937 erschienene Volkskomödie Der Glückstopf war in den 1960er Jahren auch als Fernsehspiel zu sehen.
Im Sommer 1932 traf er sich auch mit dem eng befreundeten Erich Kästner in München. Dadurch erwuchs mehr und mehr der Wunsch ins Schauspielfach zu gehen. Seine professionelle Schauspielausbildung genoss er bei Otto Falckenberg. Er schrieb einige Dramen und Komödien. Sein Drama Die Mähmaschine, ein Schauspiel in 5 Akten, hatte seine Uraufführung an den Münchner Kammerspielen (Regie: Otto Falckenberg). Eine weitere tiefen Verbundenheit verspürte er mit dem Schriftsteller Paul Keller. Als Theaterschauspieler spielte er an allen deutschen Bühnen, so an den Münchner Kammerspielen und am Residenztheater. Alfons Teuber wurde auch mit dem Stiftungspreis ausgezeichnet.
Erste Schritte vor die Kamera machte er bereits zwei Jahre nach Beginn seiner Schauspielausbildung. Er spielte einen Schiffsjungen in Peer Gynt nach Henrik Ibsen, 1936 war er in Straßenmusik als Rundfunkansager zu sehen. Vor der Kamera gab man ihm, anders als auf der Bühne, nur selten die Chance sein Schauspieltalent zu zeigen. Höhepunkte seiner Karriere vor der Kamera waren der Journalist Mahnke von Reisen & Wandern in Quax, der Bruchpilot (1941) und der erfolgreiche  Antikriegsfilm Die Brücke (1959). In den 1950er und 1960er Jahren war er auch Sprecher in zahlreichen Hörspielen, Dickie Dick Dickens, Maigret und die Unbekannte und Gestatten, mein Name ist Cox, um nur ein paar Tonträger einmal zu nennen.
Alfons Teuber starb am 23. Juli 1971 im Alter von 68 Jahren in Haag bei München. Er fand seine letzte Ruhestätte auf dem Friedhof am Perlacher Forst in München.

## Werke
- Unter dem Brezelwappen (Roman, 1926)
- Die Mähmaschine (Drama, 1933)
- Pegasus und Musterkoffer (Komödie, 1934)
- Der Glückstopf (Schwank, 1937)
- Es kommt ein goldener Wagen, Chronik um Vater und Sohn (1949)
- Die Schlesische Bilderbibel (1949)
- Das Schlesische Jugendbuch (1951)

## Theater-Rollen
- Macbeth
- Frühlings Erwachen
- Hamlet
- Die Möwe

## Filmografie (Auswahl)
- 1934: Peer Gynt
- 1936: Straßenmusik
- 1939: Gold in New Frisco
- 1941: Quax, der Bruchpilot
- 1949: Der Ruf
- 1950: Der Theodor im Fußballtor
- 1954: Gefangene der Liebe
- 1956: Die Heinzelmännchen
- 1956: Tischlein, deck dich
- 1957: Eine Frau, die weiß, was sie will
- 1959: Die Brücke
- 1960: Der liebe Augustin
- 1960: Am grünen Strand der Spree, 4. Teil: Bastien und Bastienne 1953 (Fernsehserie)
- 1961: Frau Holle
- 1963: Liebe will gelernt sein
- 1965: Das Liebeskarussell
- 1970: Der Bettenstudent oder: Was mach’ ich mit den Mädchen?

## Hörspiele
- 1955: Der Fremde kam um Mitternacht (Jonny)
- 1955: Die gelben Schuhe des Herrn Berthier (Polizist)
- 1955: Michael Kramer (Krause, Pedell)
- 1955: Die Fremde (Richard, ein Facharbeiter aus Lauban)
- 1957: Macbeth (Heiserer Knecht)
- 1957: Die Ballade vom halben Jahrhundert (2. Kumpel)
- 1958: Kettchen (Der Hausmeister)
- 1958: Dickie Dick Dickens (Distriktkommissar Brewer)
- 1959: Neues von Dickie Dick Dickens! (Richter)
- 1960: Dickie Dick Dickens – wieder im Lande (Bonco)
- 1960: Die Schmetterlingsschlacht (Bürodiener)
- 1960: Peter Voss, der Millionendieb (Wächter)
- 1961: Maigret und die Unbekannte (Ein Mann)
- 1963: Gestatten, mein Name ist Cox, Die kleine Hexe (Passbeamter)
- 1964: Heilige Zeit (Schuldiener/Der Ungeduldige)